# Box-office Italie 1961-1962
Cet article traite du box-office de la saison cinématographique 1961-1962 en Italie.

## Les 20 premiers
Les films sont classés selon les recettes réelles de la Société italienne des auteurs et éditeurs (SIAE, Società Italiana degli Autori ed Editori), fournies par les volumes Platea in piedi exprimées en lires italiennes,,. Lorsque les données SIAE pour le nombre d'entrées ne sont pas disponibles, les recettes réelles ont été divisées par le prix moyen du billet à 170 lires en 1961-62.
Pour certains titres étrangers, les données SIAE ne sont pas disponibles, la position dans le classement est obtenue sur la base des données disponibles auprès du Giornale dello spettacolo,.
| Rang | Titre                                | Pays | Réalisateur                                                            | Recettes Italie (lires) | Entrées Italie |
| ---- | ------------------------------------ | --- | ---------------------------------------------------------------------- | ----------------------- | -------------- |
| 1    | Le Cid                               | Drapeau des États-Unis · Drapeau de l'Italie                                                               | Anthony Mann                                                           | 1 900 487 000           | 10 064 092     |
| 2    | Les Canons de Navarone               | Drapeau du Royaume-Uni · Drapeau des États-Unis                                                            | J. Lee Thompson                                                        |                         | 8 900 000      |
| 3    | Barabbas                             | Drapeau des États-Unis · Drapeau de l'Italie                                                               | Richard Fleischer                                                      | 1 659 028 000           | 8 891 975      |
| 4    | Divorce à l'italienne                | Drapeau de l'Italie                                                                                        | Pietro Germi                                                           | 1 263 697 000           | 7 433 512      |
| 5    | Les Trois Sergents                   | Drapeau des États-Unis                                                                                     | John Sturges                                                           |                         |                |
| 6    | Don Camillo Monseigneur              | Drapeau de l'Italie · Drapeau de la France                                                                 | Carmine Gallone                                                        | 1 125 428 000           | 6 620 165      |
| 7    | Boccace 70                           | Drapeau de l'Italie · Drapeau de la France                                                                 | Mario Monicelli, Federico Fellini Luchino Visconti et Vittorio De Sica | 1 120 419 000           | 6 591 000      |
| 8    | Exodus                               | Drapeau des États-Unis                                                                                     | Otto Preminger                                                         |                         |                |
| 9    | Le Meilleur Ennemi                   | Drapeau de l'Italie                                                                                        | Guy Hamilton                                                           | 1 088 041 000           | 6 400 241      |
| 10   | El Perdido                           | Drapeau des États-Unis                                                                                     | Robert Aldrich                                                         |                         |                |
| 11   | Une vie difficile                    | Drapeau de l'Italie                                                                                        | Dino Risi                                                              | 948 361 000             | 5 578 594      |
| 12   | La Vengeance aux deux visages        | Drapeau des États-Unis                                                                                     | Marlon Brando                                                          |                         |                |
| 13   | Le Rendez-vous de septembre          | Drapeau des États-Unis                                                                                     | Robert Mulligan                                                        |                         |                |
| 14   | Le Roi des rois                      | Drapeau des États-Unis                                                                                     | Nicholas Ray                                                           |                         |                |
| 15   | Mission ultra-secrète                | Drapeau de l'Italie                                                                                        | Luciano Salce                                                          | 832 633 000             | 4 897 841      |
| 16   | Les Quatre Cavaliers de l'Apocalypse | Drapeau des États-Unis · Drapeau du Mexique                                                                | Vincente Minnelli                                                      |                         |                |
| 17   | Madame Sans-Gêne                     | Drapeau de la France · Drapeau de l'Espagne · Drapeau de l'Italie                                          | Christian-Jaque                                                        | 827 133 000             | 4 865 488      |
| 18   | L'Esclave du pharaon                 | Drapeau de l'Italie · Drapeau de la République fédérative socialiste de Yougoslavie                        | Irving Rapper et Luciano Ricci                                         | 820 707 000             | 4 827 688      |
| 19   | La Guerre de Troie                   | Drapeau de l'Italie · Drapeau de la France · Drapeau de la République fédérative socialiste de Yougoslavie | Giorgio Ferroni                                                        | 813 731 000             | 4 786 653      |
| 20   | Cette chienne de vie                 | Drapeau de l'Italie                                                                                        | Paolo Cavara, Gualtiero Jacopetti et Franco Prosperi                   | 796 008 000             | 4 682 000      |